# Segelstellung

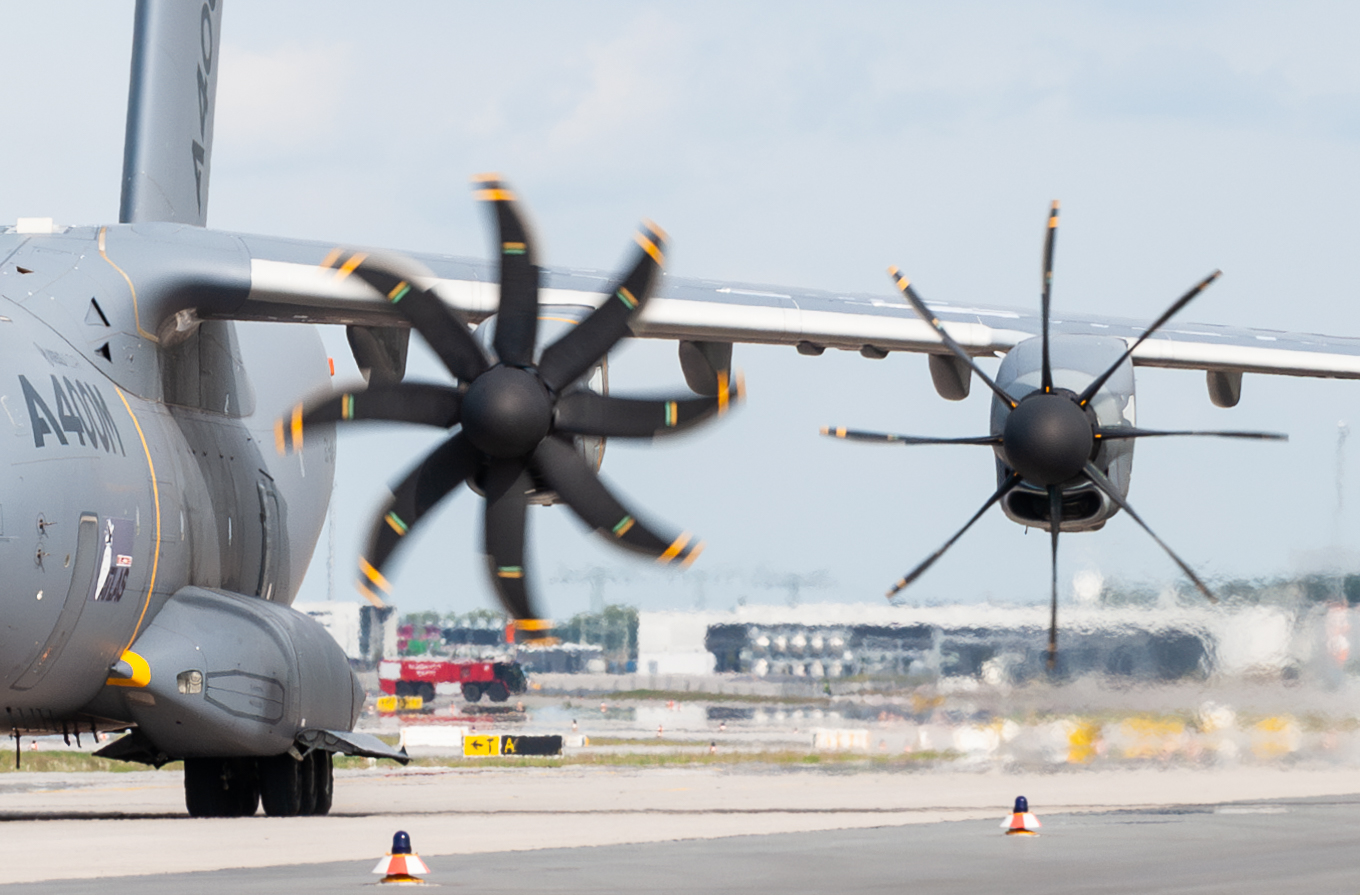
Äußerer Verstellpropeller in Segelstellung

Die Segelstellung ist bei Luftfahrzeugen die Position der Blätter eines Verstellpropellers, die den geringsten Luftwiderstand in Flugrichtung erzeugt. Sie kommt insbesondere bei einem Triebwerksausfall zur Anwendung. Bei Wasserfahrzeugen bezeichnet der Begriff die Position der Segel zum Wind oder zum Schiff.  